# مهدی بن برکه

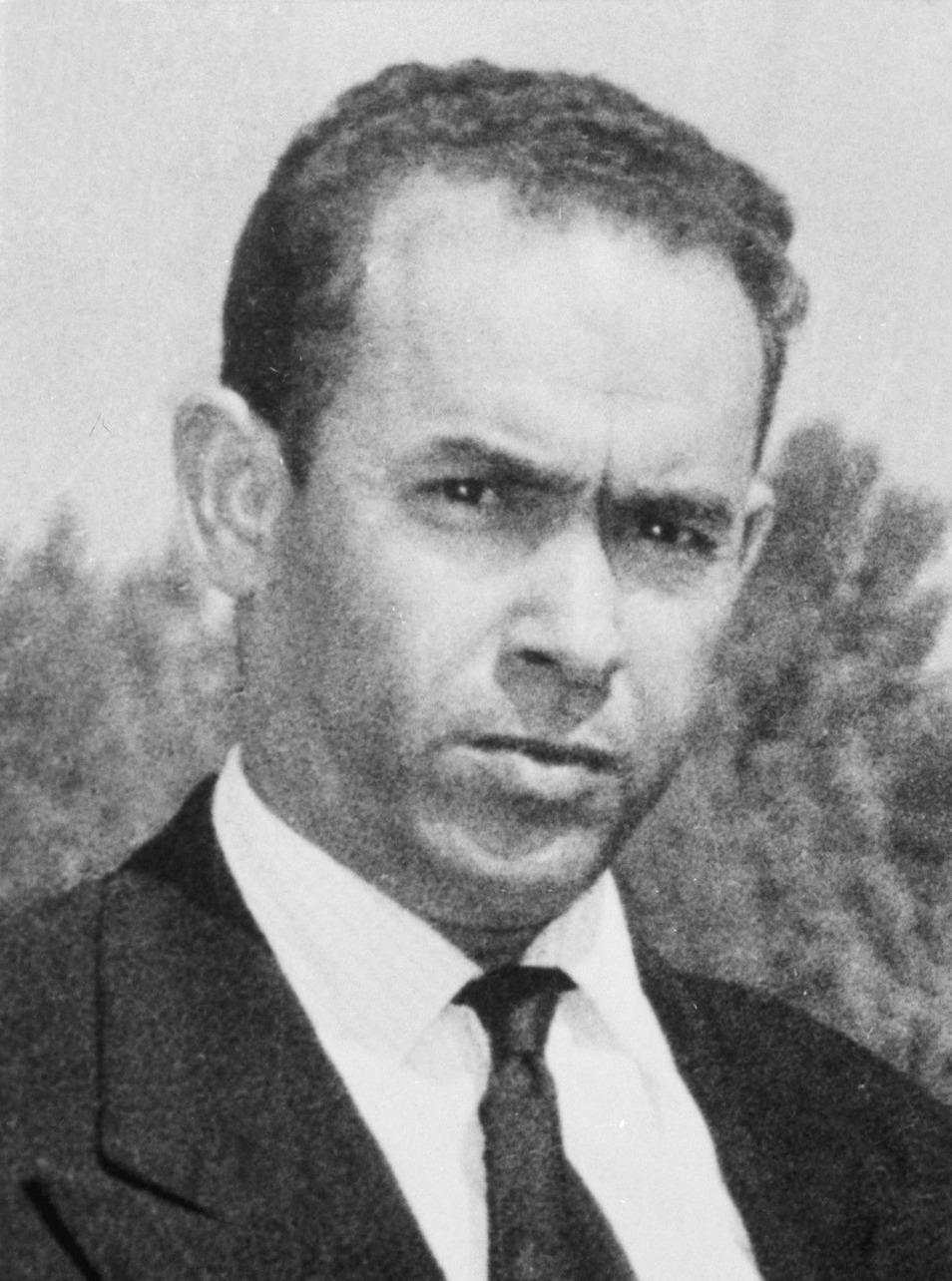
نگارهٔ مهدی بن برکه، سیاست‌مدار چپ‌گرا - ۱۹۶۵

مهدی بن برکه (۱۹۲۰) سیاستمدار چپ‌‌گرای مراکش، رئیس جناح چپ اتحادیه ملی نیروهای مردمی (UNPF-حزب الاتحاد الوطنی للقوّات الشعبیة) بود. او در سال ۱۹۶۵ در فرانسه مفقود شده و پروندهٔ این تحقیقات تا ۲۰۰۹ در جریان بود.

## تحصیلات
بن برکه در سن ۲۱ سالگی از دانشگاه الجزایر در رشته ریاضی فارغ‌التحصیل شده و به تدریس در همان رشته می‌پردازد.

## فعالیت‌های سیاسی
او در مبارزات استقلال خواهانه مراکش علیه فرانسه شرکت داشته و در دوران انقلاب مراکش رهبری حزب استقلال مراکش را بر عهده داشت. و پس از پیروزی انقلاب مراکش او به مدت سه سال (۱۹۵۶–۱۹۵۹) به سمت ریاست مجلس ملی مراکش انتخاب می‌شود.
بعد از مدتی او به همراه برخی دیگر از احزاب حزب استقلال در مخالفت با پادشاه وقت مراکش از حزب انشعاب کرده و اتحادیه ملی نیروهای مردمی را تشکیل می‌دهد و پس از بالا گرفتن اختلاف بین او سلطان محمد پنجم به الجزایر می‌رود. او به دلیل حمایت از الجزایر در مناقشات مرزی با مراکش به اتهام خیانت از سوی مراکش به مرگ محکوم می‌شود.

## کشته و مفقود شدن
بن برکه، در ۷ آبان ۱۳۴۴ (۲۹ اکتبر ۱۹۶۵) برای شرکت در یک کنفرانس به پاریس رفته و ربوده و کشته شد. در این حادثه فرانسه، مراکش و وزیر کشور وقت ژنرال محمد اوفقیر را به نقض حریم و حاکمیت کشور خود برای عملیات آدم‌ربایی متهم ساخت که منجر به چهار سال قطع رابطه دو کشور شد.
یکی از میادین پاریس در سال ۲۰۰۵ بنام او نامگذاری شد.
در سال ۲۰۱۴ ارتش اسراییل اعلام کرد که موساد در عملیات سرویس مخفی پادشاه مراکش با آن کشور همراهی کرده است.